# Bernhard Kohl
Bernhard Kohl (* 4. Jänner 1982 in Wien) ist ein ehemaliger österreichischer Radrennfahrer und jetziger Unternehmer. Er beendete seine Sportkarriere 2009 nach einer Dopingsperre.

## Sportlicher Werdegang
Nachdem er im Jahr 2004 die Gesamtwertung der Tour des Pyrénées für sich hatte entscheiden können, erhielt Kohl für die Jahre 2005 und 2006 einen Vertrag beim UCI ProTeam T-Mobile. Sein größter Erfolg in seinem ersten Jahr wurde der 7. Gesamtrang bei der Österreich-Rundfahrt. Außerdem wurde Kohl Dritter beim internationalen Radkriterium in Gmünd. Zum Abschluss der Saison bestritt er mit der Vuelta a España 2005 seine erste dreiwöchige Rundfahrt.
Kohl erreichte nach im Frühjahr 2006 den zwölften Platz der Gesamtwertung der Kalifornien-Rundfahrt und der Baskenland-Rundfahrt und wurde Gesamtneunzehnter der Tour de Romandie. Außerdem schaffte Kohl mit einem 3. Platz in der Gesamtwertung den Sprung auf das Podium der zur Pro Tour gehörigen Rundfahrt Critérium du Dauphiné Libéré. Kohl wurde österreichischer Staatsmeister im Straßenrennen und Glocknerkönig sowie Gesamt-Fünfter bei der Österreich-Rundfahrt. Bei der Vuelta a España 2006 war er Kapitän seine Teams T-Mobile. Auf der neunten Etappe versteuerte er sich auf einer Abfahrt bei Puerto de San Lorenzo und schleuderte mit 60 km/h über eine Leitplanke 10 m den Abhang hinunter. Kohl, zu diesem Zeitpunkt Achter im Klassement, musste die Rundfahrt vorzeitig beenden, nachdem bei ihm eine Lungenkontusion diagnostiziert worden war. Die anschließenden Weltmeisterschaften 2006 in Salzburg beendete Kohl nach langer Führungsarbeit vorzeitig.
Die Saison 2007, die Kohl für das Team Gerolsteiner bestritt, begann für ihn mit der Kalifornien-Rundfahrt. Er nutzte sie als Training unter Wettkampfbedingungen und beendete die Rundfahrt auf dem 32. Rang. Weiters beendete Kohl die „Probe-Tour de France“, Dauphiné Libéré, auf dem 13. Gesamtrang. Bei der Tour de France konnte er den 30. Rang belegen.
Bei der Tour de France 2008 erreichte er bei der 10. Etappe seinen besten Platz als Vierter. Am 20. Juli 2008 setzte er sich als erster Österreicher in der Geschichte der Rundfahrt an die Spitze der Bergwertung bei der Tour.
Diese Führung konnte er bis zum Ende der Rundfahrt verteidigen. Die Tour de France selbst beendete er auf dem dritten Gesamtrang. Alle seine Ergebnisse der Tour de France 2008 wurden jedoch wegen Dopings annulliert.
Am 13. Oktober 2008 meldete die französische Sportzeitung L’Équipe, dass Kohl ebenso wie sein Gerolsteiner-Teamkollege und Tour-Zimmernachbar Stefan Schumacher bei den Nachkontrollen der Tour-de-France-Dopingproben durch die französische Anti-Doping-Behörde AFLD positiv auf das EPO-Dopingmittel CERA getestet worden sei. Dies wurde am folgenden Tag von der Nationalen Anti-Doping Agentur Austria (NADA) und am 15. Oktober 2008 von Kohl selbst im Zuge eines Pressegesprächs bestätigt. Am 24. November 2008 wurde er nach einer Anhörung durch die NADA für 2 Jahre gesperrt, und seine Ergebnisse der Tour de France 2008 wurden annulliert.

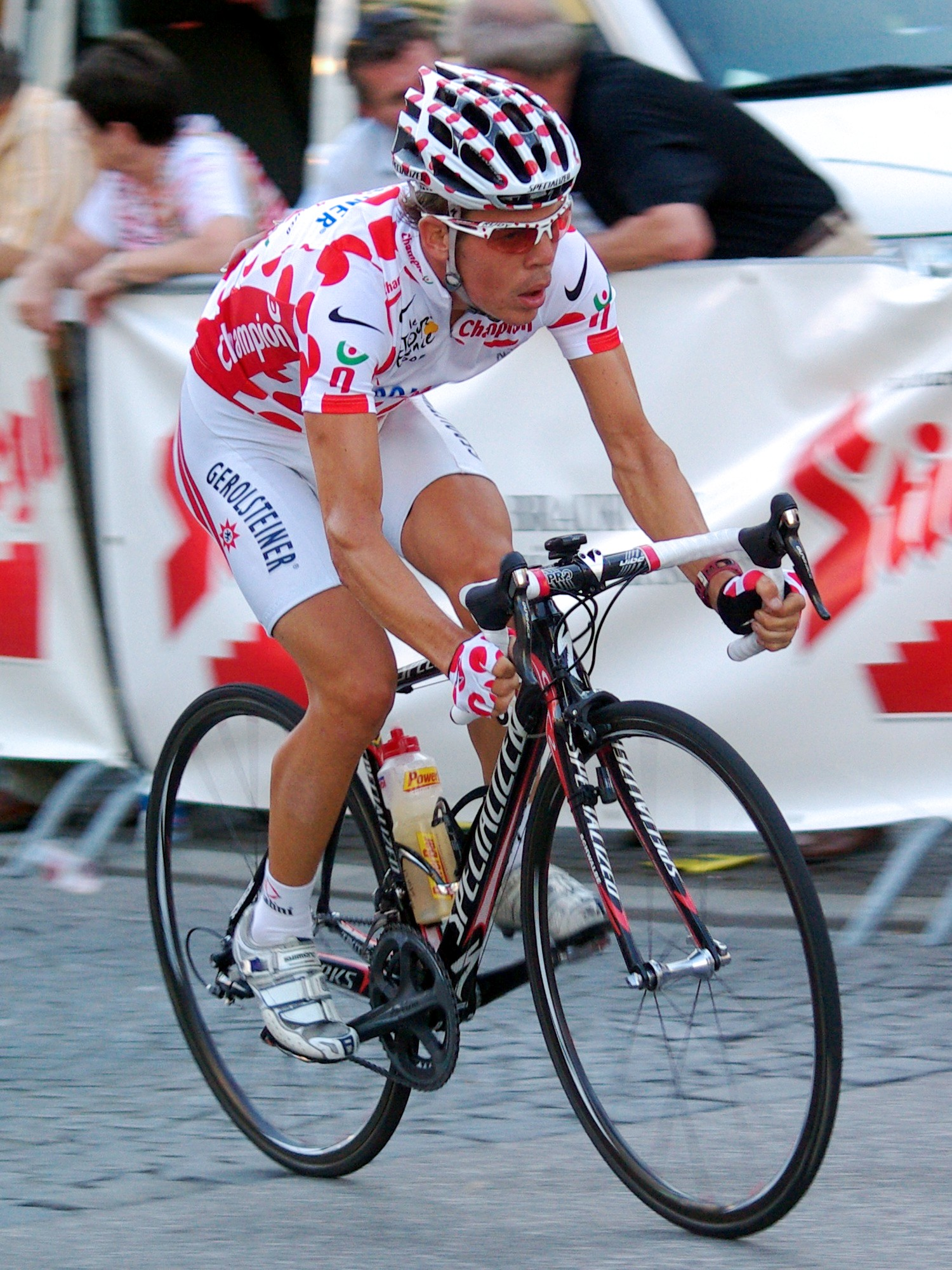
Bernhard Kohl beim Welser Innenstadtkriterium am 30. Juli 2008

Im Folgejahr belastete kurz nach den Aussagen der Triathletin Lisa Hütthaler zu Hintermännern und Details zu ihren Doping-Vorwürfen auch Kohl seinen Ex-Manager Stefan Matschiner. Matschiner wurde im Oktober 2010 wegen versuchten Blutdopings und der Weitergabe von verbotenen Substanzen zu einer teilbedingten Haftstrafe von 15 Monaten verurteilt.
Am 25. Mai 2009 verkündete Kohl in Wien seinen Rücktritt vom aktiven Radsport. Er werde auch nach Ablauf seiner Sperre keine Rennen mehr bestreiten. In der ARD-Sendung Beckmann begründete er am selben Tag seinen Rücktritt damit, nicht wieder Teil eines Dopingsystems sein zu wollen, und gab an, während seiner ganzen Karriere seit dem 20. Lebensjahr gedopt zu haben.
Im Juni 2010 gab die Wiener Staatsanwaltschaft bekannt, dass das Strafverfahren gegen Kohl eingestellt wird. Zwar stand für die Anklagebehörde außer Frage, dass Kohl, wie er gestanden hatte, zusammen mit Michael Rasmussen und dem Skilangläufer Christian Hoffmann sich am Kauf einer Blutzentrifuge durch Matschiner beteiligt hatte, jedoch waren den drei Sportlern nach Inkrafttreten des österreichischen Antidoping-Gesetzes im August 2008 „keine Beitragshandlungen“ zum Blutdoping nachzuweisen. Kurz danach gab die NADA ihre Entscheidung bekannt.
Die wegen der Vielzahl an Verstößen fällige lebenslange Zusatzsperre zu den bereits verhängten zwei Jahren wurde wegen Kohls umfassendem Geständnis auf vier Jahre reduziert, womit seit dem 4. Juli 2014 wieder eine Startberechtigung bestand, von der Kohl aber keinen Gebrauch machte.
Am 14. Juni 2015 nahm Kohl zum ersten Mal seit seiner Sperre mit dem SuperGiroDolomiti wieder an einem Radrennen teil, das er auch für sich entscheiden konnte.

## Berufsleben und Privates
Im Februar 2010 eröffnete Bernhard Kohl an der Triester Straße 282–284 in Wien ein Fahrradgeschäft. Er führt das Geschäft in der Rechtsform der Bernhard Kohl Sporthandel GmbH und ist mit 51 % Mehrheitsgesellschafter, ein weiterer Gesellschafter ist mit 25 % an der im November 2009 gegründeten Gesellschaft beteiligt, beide sind alleinvertretungsberechtigte Geschäftsführer. Kohls ehemaliger Trainer Werner Zanier hält über eine Zwischengesellschaft 24 % und fungiert gemeinsam vertretungsberechtigter Geschäftsführer.
Seit August 2010 ist er verheiratet. Das Paar hat eine Tochter (* 2011) und einen Sohn (* 2014).

## Sportliche Erfolge
2004
- Tour des Pyrénées

2006
- Österreichischer Staatsmeister – Straße

## Auszeichnungen
- 2008: Goldener Rathausmann der Stadt Wien[22]

- Anfang August 2008 wurde Bernhard Kohl der Goldene Ehrenring der Stadtgemeinde Wolkersdorf im Weinviertel verliehen und übergeben.[23] Bis in den Oktober hinein fehlte jedoch noch der zugehörige Gemeinderatsbeschluss. Damit waren die Mandatare am 22. Oktober, nachdem zuvor am 13. Oktober 2008 die Doping-Vorwürfe gegen Kohl bekannt wurden, vor der schwierigen Entscheidung, ob sie nachträglich der Verleihung zustimmen, oder ob sie dagegen stimmen und die Stadtgemeinde den Ehrenring zurückfordern müsste.[24] Tatsächlich wurde der Ehrenring später von Kohl zurückgefordert und dieser gab den Ring auch zurück.[25]